# Kilgore, Texas
Kilgore là một thành phố thuộc quận Gregg, tiểu bang Texas, Hoa Kỳ. Năm 2010, dân số của xã này là 12975 người.

## Dân số
- Dân số năm 2000: 11301 người.
- Dân số năm 2010: 12975 người.